# Леон де Ґрейф
Леон де Ґрейф (Francisco de Asís León Bogislao de Greiff Haeusler; 22 липня 1895, Медельїн — 11 липня 1976, Богота) — колумбійський поет.

## Життєпис
Прадід поета, інженер і географ Карлос Сегисмундо де Грейф (1793—1870) в 1826 переселився в Колумбію зі Швеції. Майбутній поет закінчив ліцей в Медельїні, вступив у гірничий інститут Національного університету, курсу не скінчив: в 1913 був виключений за бунтарські витівки. У тому ж році брав участь в маніфестації та сутичці з консерваторами на площі Сан-Ігнасіо в Медельїні.
Активний член літературної групи Los Panidas (1914—1915), дебютував на сторінках однойменного журналу. У 1915 переїхав до Боготи, вступив на юридичний факультет столичного університету. Один з організаторів літературної групи Нові (ісп. Los Nuevos) (1925). Викладав літературу в Національному університеті (1940—1945), історію музики — в консерваторії Боготи.

## Книги
- Tergiversaciones (1925)
- Cuadernillo poético (1929)
- Libro de Signos (1930)
- Variaciones alrededor de nada (1936)
- Prosas de Gaspar (1937)
- Semblanzas y comentarios (1942)
- Fárrago (1954)
- Bárbara Charanga (1957)
- Bajo el signo de Leo (1957)
- Nova et vetera (1973)
- Libro de relatos (1975)